# Parafia Najświętszego Serca Pana Jezusa w Krośnicy
Parafia Najświętszego Serca Pana Jezusa w Krośnicy – parafia rzymskokatolicka znajdująca się w diecezji opolskiej, w dekanacie Ozimek. Została erygowana 10 czerwca 1940 roku.